# Asad Umar
Asad Umar ou Umer (en ourdou : اسد عمر), né le 8 septembre 1961 à Rawalpindi, est un homme politique pakistanais. Après une carrière dans la finance, il rejoint le Mouvement du Pakistan pour la justice en 2012. Il est élu député d'Islamabad en 2013 puis est réélu en 2018. Dans le gouvernement d'Imran Khan, il est  ministre des Finances du 20 août 2018 au 18 avril 2019 puis ministre de la Planification de novembre 2019 à avril 2022.

## Études et carrière professionnelle
Asad Umar est né le 8 septembre 1961 à Rawalpindi, dans la province du Pendjab. Il est diplômé de l'Institute of Business Administration (IBA) de Karachi en 1984. Après avoir été brièvement employé de HSBC au Pakistan, il rejoint le Canada et devient analyste d'affaires au sein de Exxon Chemical Pakistan en 1985. 
Dès l'année suivante, il rentre au Pakistan et intègre la multinationale Engro Corporation, dont il deviendra directeur exécutif en janvier 2004. Il se retire des affaires en 2012 pour rejoindre la politique. 

## Carrière politique

### Député
Se rapprochant d'Imran Khan, Asad Umar rejoint le Mouvement du Pakistan pour la justice en 2012. Il ne se présente pas aux élections législatives du 11 mai 2013, mais est élu député en septembre de la même année pour un scrutin partiel, dans une circonscription d'Islamabad. 

### Ministre fédéral
Lors des élections législatives de 2018, Asad Umar est réélu député de l'Assemblée nationale dans la troisième circonscription d'Islamabad. Il réunit près de 48,4 % des voix contre 28 % pour son principal rival de la Ligue musulmane du Pakistan (N).
Alors que son parti remporte le scrutin au niveau national, Imran Khan devient Premier ministre et nomme Asad Umar ministre des Finances le 20 août 2018. Le 18 avril 2019, il quitte ses fonctions, sans que les raisons soient précisées, en plein contexte de crise financière et de négociations avec le Fonds monétaire international.
Par la suite, il occupe de poste de président du Comité permanent de l'Assemblée nationale sur les questions financières. Il quitte cette fonction pour réintégrer le gouvernement le 19 novembre 2019, en tant que ministre de la planification du développement,. Il doit quitter son poste le 10 avril 2022, quand Imran Khan est renversé par une motion de censure. 